# Salix laggeri
Salix laggeri är en videväxtart som beskrevs av Wimmer. Salix laggeri ingår i släktet viden, och familjen videväxter. Inga underarter finns listade i Catalogue of Life.